# Rosa andegavensis
Rosa andegavensis é uma espécie de planta com flor pertencente à família Rosaceae. 
A autoridade científica da espécie é Bastard, tendo sido publicada em Essai sur la Flore du Département de Maine et Loire 189.

## Portugal
Trata-se de uma espécie presente no território português, nomeadamente em Portugal Continental.
Em termos de naturalidade é nativa da região atrás indicada.

## Protecção
Não se encontra protegida por legislação portuguesa ou da Comunidade Europeia.